# 叡智界
叡智界（えいちかい、英: intelligible world、独: intelligible Welt、羅: mundus intelligibilis、希: tops noētos）とは、可知界、可想界、理性界とも訳される哲学用語である。

## 概要
叡智界とは、理性によって判別することが可能な感覚を超えた精神的世界のことを指す。感覚的世界（羅: mundus sensibilis）、現象界、感性界に対する用語である。叡智界は、思惟、理性、精神的直観だけで把握することが出来ると考えられる感覚を超えた世界もしくは理念界を指す。叡智界は感覚界と対立する概念であり、この思惟の対象となる世界（希: noētos）と感覚の対象となる世界との対立はプラトンから始まっている。この対立は「思惟によって知られる世界（希: kosmos noētos）」つまりイデアの世界と「見られる世界（希: kosmos horatos）」というプラトンの区分から始まっている。ライプニッツにおいても「理性の心理」と「事実の心理」とを区別し、思惟されるのみの世界と感覚される世界とを二元的に対立させた。カントの「悟性論」も同義である。